# Grębocin (województwo kujawsko-pomorskie)
Grębocin (niem. Gramtschen) – wieś w Polsce położona w województwie kujawsko-pomorskim, w powiecie toruńskim, w gminie Lubicz.  
We wsi znajduje się kościół św. Barbary w Grębocinie, dawna świątynia protestancka, obecnie znajduje się tam Muzeum Piśmiennictwa i Drukarstwa. 
| SIMC    | Nazwa            | Rodzaj    |
| ------- | ---------------- | --------- |
| 1031422 | Kolonia Papowska | część wsi |
| 1031451 | Przydatki        | część wsi |

W latach 1954–1972 wieś należała i była siedzibą władz gromady Grębocin. W latach 1975–1998 miejscowość administracyjnie należała do województwa toruńskiego.
Do 1954 roku miejscowość była siedzibą gminy Grębocin. 
Grębocin położony jest nad Strugą Toruńską (prawy dopływ Wisły), przy granicy z Toruniem. Przez wieś przebiegają drogi:
- A1 skrajem wsi
- 15 w kierunku z Torunia na Ostródę
- 552 obciążona ruchem tranzytowym pomiędzy 91 a S10

We wsi zachował się kościół gotycki z XIII/XIV wieku, pierwotnie pw. św. Barbary, z wieżą dobudowaną około połowy XIV wieku, przebudowany w 1687. W latach 1565–1945 ewangelicki, w XVII miejsce sporów na tle wyznaniowym, w latach 20. XX w. pozbawiony funkcji sakralnej, w latach 80. XX w. uległ dewastacji. Od roku 1998 remontowany, mieści Muzeum Piśmiennictwa i Drukarstwa.
Od 2008 organizowane jest w miejscowości plenerowe
misterium.

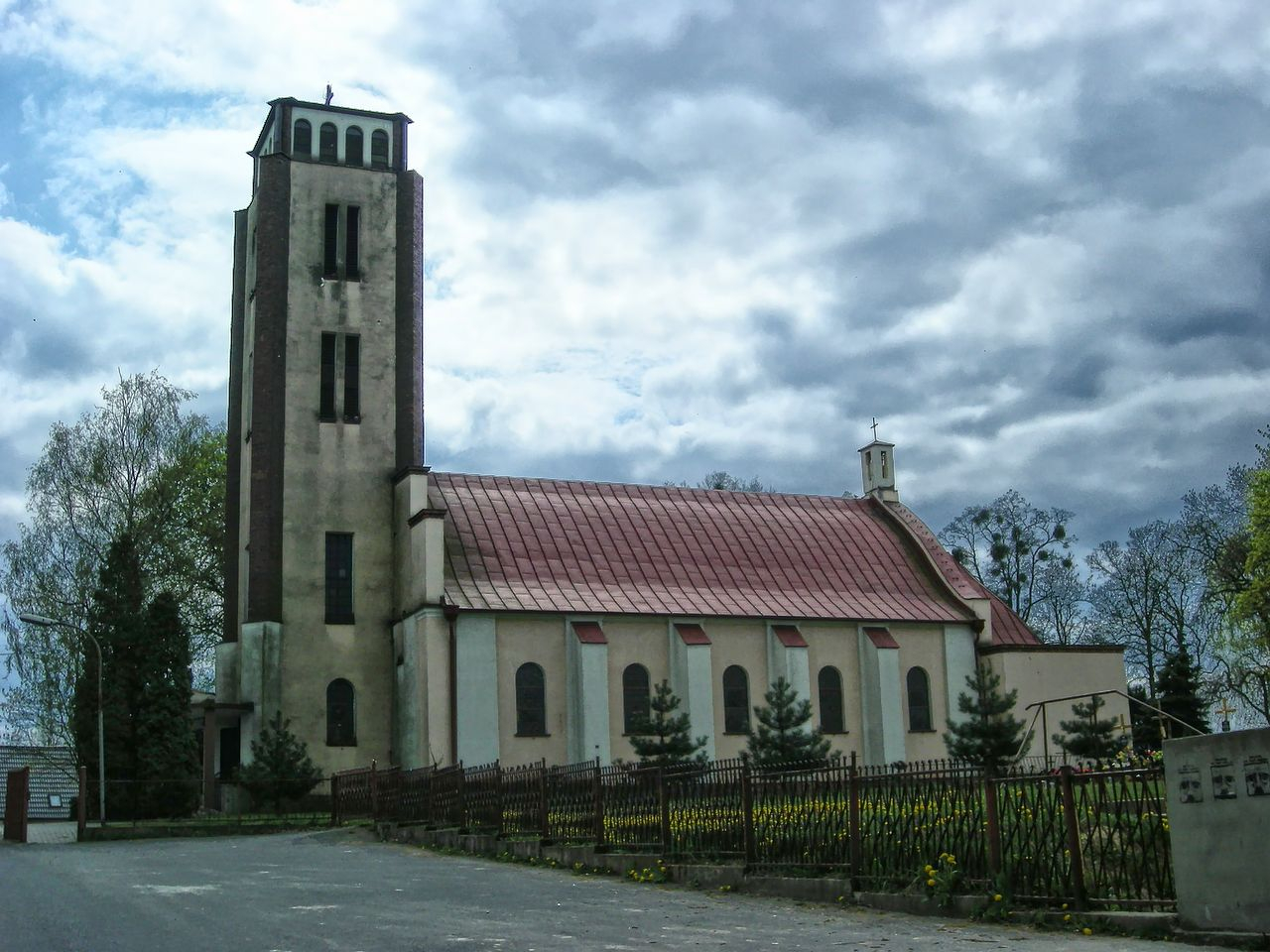
Kościół św. Teresy
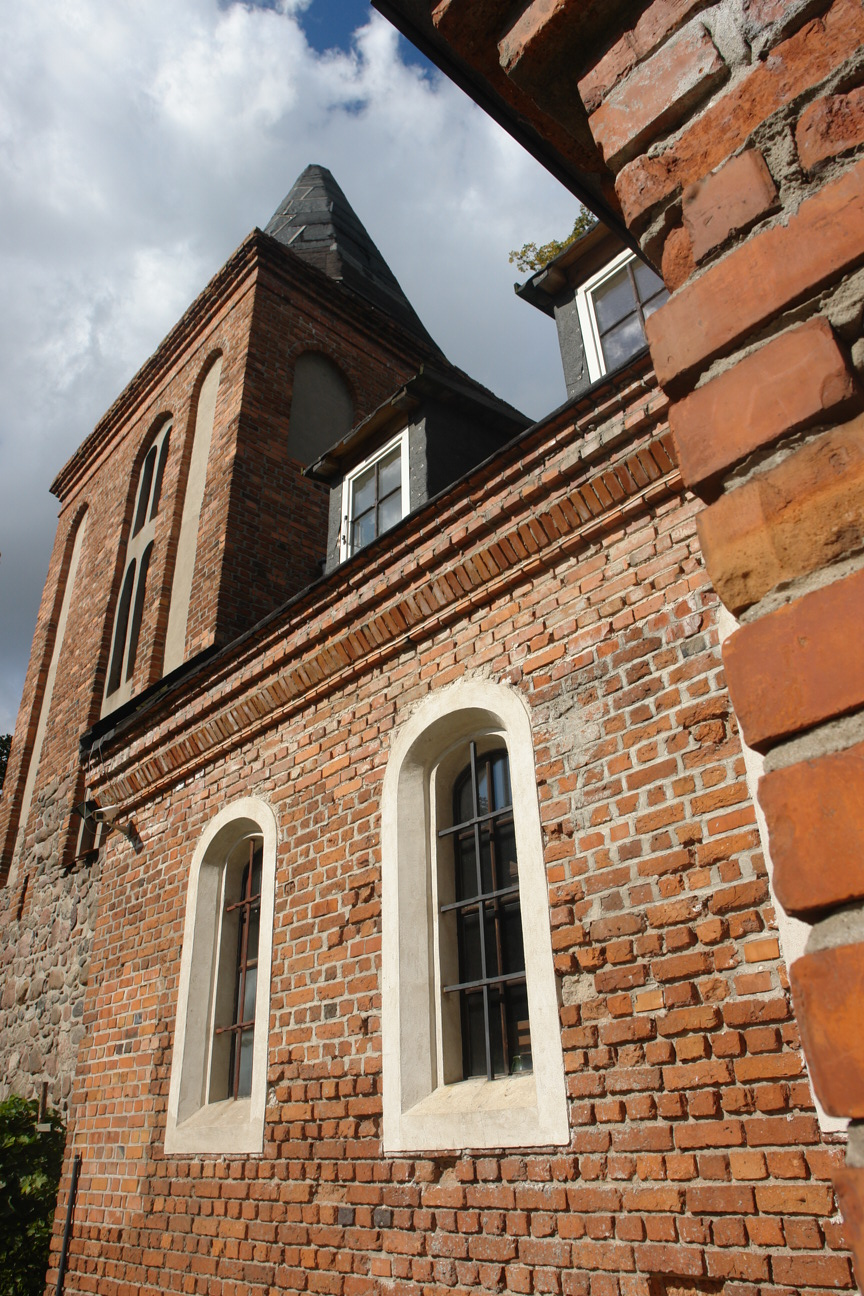
Dawny kościół św. Barbary, obecnie muzeum